# القديسة مارينا
القديسة مارينا (باللغة الإنجليزية: Saint Margaret the Virgin/Saint Marina the Great Martyr - باللغة العبرية: מרגרטה הבתולה - باللغة اليونانية: Ἁγία Μαρίνα) معروفة في الكنيسة القبطية الأرثوذكسية وكنائس الشرق الأرثوذكسية (اليونانية والسريانية والحبشية والهندية) باسم القديسة مارينا التي غلبت الشيطان ومعروفة في الكنائس الغربية (روما والفاتيكان والمارونية) باسم القديسة مارجريت العذراء من انطاكية بيسيدية.

## نشأتها
نشأت القديسة مارينا (مارجريت) بمدينة إنطاكية بيسيدية، آسيا الصغري، في وسط آسيا الصغرى بفريجية على حدود بيسيدية (احدي مدن تركيا الحالية) وهي غير «إنطاكية العظمى» مقر الكرسي الإنطاكي التي تقع على نهر العاصي على مسافة خمسة عشرة ميلًا من البحر الأبيض المتوسط. في بداية عمرها كان دقلديانوس حاكمًا للبلاد وقد عُرف بشراسته في اضطهاد المسيحيين. وقد أصدر أوامره على كل المملكة أن كل من يسجد لغير أوثانه يعرّض نفسه للعقاب الشديد والموت. وخرج المنادون يصرخون «إن كل من لا يعبد الأوثان ويسجد لها يُطرح للوحوش الجائعة ويُعذب وتُؤخذ رأسه بحد السيف»، ونظم دقلديانوس عبادة الأوثان وأقام لها الهياكل وعيّن لها كهنة ورؤساء كهنة. وكان مقر رئيس هؤلاء الكهنة في إنطاكية بيسيدية ويدعى اسمه داسيوس وهو والد القديسة مارينا. وكان داسيوس بحكم وظيفته مثابرًا على عبادة أوثانه، كثير الانشغال بقرابينه وبخوره بإخلاص تام. ولما بلغت مارينا عامها الخامس ماتت والدتها وهي على عبادة الأوثان فرأى أبوها أن يسند تربية ابنته إلى مربية تقوم برعايتها أحسن رعاية وأفضل تربية.

### القديسة في بيت مربيتها
كانت هذه المربية تقطن بلدة صغيرة مجاورة لمدينة إنطاكية بيسيدية تبعد عنها حوالي خمسة عشر ميلًا. هناك عاشت مارينا مع المربية القديسة بعيدًا عن أوثان أبيها وعن ممارساته. كانت هذه المربية على قدر كبير من الإيمان، والورع ومحبة الملك المسيح، كما كانت مولعة بسير القديسين وتعاليمهم. عاشت هذه الطفلة تتمتع ببركات المربية الفاضلة لا تسمع إلا الصلوات والابتهالات، ولا ترى إلا الوداعة والإيمان والرجاء. استطاعت مربيتها أن تلقنها الإيمان الحقيقي، لا بالكلام فقط بل بالقدوة الصالحة، والمعاملة الرقيقة والعطف الحاني والنبل في الخدمة. شعرت مارينا في هذا البيت بالراحة والفرح الذي أنساها والديها بسبب ما رأته ولمسته من مربيتها المسيحية من رحمة وإنسانية، فأحبَّت مربيتها حبًا جمًا وتعلقت بها نفسها وشبت على الخلق الكريم من شجاعة وطهارة وصدق مع الناس ومع نفسها.
عاشت مارينا مع مربيتها عشرة سنوات حتى بلغت الخامسة عشرة. ومات أبوها وهي في هذه السن، ففضلت القديسة البقاء في بيت مربيتها. كما كانت مربيتها تعتبر بقاء مارينا معها بعد وفاة والديها من نعم المسيح عليها.

## جهاد القديسة
سمعت مارينا من مربيتها الكثير من سير الشهداء القديسين مثل القديستين يوأنا وادروسيس، عن ثباتهم في الإيمان واستبسالهم أمام الحكام والولاة. سمعت عن الشهداء الأطهار أنهم كانوا يتسابقون للشهادة ولسفك دمائهم من أجل عظم محبتهم في الملك المسيح. فنهضت تصلي قائلة: «أيها السيد المتحنن؛ أنت تعرف ضعف البشرية. وأنا أسألك أن تقويني لكي أغلب المضادين لك وأقدم لك السبح إلى الأبد. آمين».
وفي أحد الأيام قدم الوفارنوس الوالي الجديد لإنطاكية بيسيدية، وكان مكلفًا بالقبض على المسيحيين وتعذيبهم. وفيما كان مع جنوده يفتش عن المسيحيين إذا بالقديسة مارينا خارجة مع مربيتها فأبصرها وهو جالس في مركبته ورأى جمالها فعزم على أن يتخذها زوجة له مهما كلّفه ذلك. أرسل جنوده للقبض عليها فلما هموا بذلك شرعت تصلي قائلة: «ارحمني يا الله مخلصي ولا تهلك نفسي مع الكفار ولا حياتي مع سافكي الدماء ولا تتخلى عني، لئلا يُهلك الآثمة نفسي، ويدنّسوا مسامعي ويغيّروا فهمي، بل أرسل من العلاء وامنحني نعمة لأتقوى بقوتك؛ وأثبت بغير جزع وأجاوب هذا النجس بحسب سؤاله، لأني انظر نفسي المسكينة كالشاة بين الذئاب الخاطفة، أو كالعصفور بين المقتنصين، وكالسمكة في شباك الصيادين. فتعالَ إلىَّ يا سيدي يسوع المسيح وخلصني من يد هذا الكافر النجس، ولك ينبغي السبح والكرامة إلى الأبد. آمين». ولما فرغت المختارة مارينا من مناجاة الرب يسوع رجع الجند إلى الوالي قائلين: «لم نتمكن من القبض على هذه الصبية لأنها تدعو باسم المسيح»، فاضطرب الوالي بمجرد سماعه أن الفتاة مسيحية. (ستجد المزيد عن هؤلاء القديسين هنا في موقع الأنبا تكلا في أقسام السير والسنكسار والتاريخ).

### أمام الوالي
غضب الوالي جدًا وحرّكه الشيطان ليُرهب هذه الفتاة الصغيرة بآلات التعذيب والتهديد بالموت. فأمر جنوده أن يحضروا (الجارية) أمامه فلما أحضروها قال لها الوالي: "من أي جنس أنت؟" أجابته أنا نصرانية ولست بأمة". فقال لها: "فمن أية قبيلة أنتِ؟ وما اسمكِ؟" أجابته القديسة مارينا قائلة: "أنا من قبيلة يسوع المسيح واسمي مارينا". قال لها الوالي: "فأنتِ تدعين باسم يسوع الناصري الجليلي الذي صلبه اليهود؟" أجابت القديسة: "نعم؛ أنا أدعو باسمه وإن كنت لست أهلًا لكي ينعم على نفسي الضعيفة ويخلصني من كفرك ونجاسة قلبك". عند ذلك أمر الوالي أن يتحفظ عليها حتى لا تدخل المدينة. فلما دخل الوالي إنطاكية ليقدم الذبائح والبخور لآلهته أمر بإحضار القديسة مارينا. ولما مثلت بين يديه قال لها: "اعلمي يا مارينا إني أشفق على شبابك وحسن بهائك، فارجعي واطيعي أوامري واسجدي واذبحي للآلهة فتنالي مني أعظم العطاء، ويكون لك بذلك فضل على غيرك". فأجابته القديسة المختارة "إني لا أتزعزع عن عبادة الله الحي؛ وإني أذبح ذبيحة الشكر لله العظيم مخلص الجميع. وإني أتمسك بعبادته وحده إلى الأبد".
حينئذ خاطبها الوالي قائلًا: «بهذا الإصرار يا مارينا ستعرضين نفسكِ للعذاب الشديد، وتُبتر أعضاؤك بالحديد والنار. وستجتازين نيران غضبي، وليس من يخلصك من يدي سوى طاعتك لأوامري، وتخليكِ عن عنادكِ هذا، فتسجدي لآلهتي وتربحين نفسكِ وتحفظين جمالكِ. وإن فعلت هذا أغدق عليك أثمن العطايا وأرفعك إلى أعلى المراتب، فتصيرين لي زوجة وتصبحين من الأميرات». أجابته القديسة قائلة: «أتظن أني أفزع من تهديداتك؟ أنا أؤمن أن إلهي الصالح سوف يقويني ويرسل لي عونًا من قدسه. أنا أعلم أنه ليس لك سلطان إلا على جسدي، أما روحي فليس لك سلطان عليها كما يقول إلهي في إنجيله المقدس. وأما أنا فإني على أتم استعداد لقبول أي عذاب لكي يؤهلني هذا للراحة مع العذارى الحكيمات اللواتي فُزن بالعريس الحقيقي يسوع المسيح، وصرن أهلًا للمضي معه إلى العرس. لأن سيدي يسوع المسيح الذي أعبده بذل نفسه للموت من أجلنا، وأنا لست مستحقة أن أبذل جسدي وأن أحتمل جميع العذابات من أجله». عند ذلك أمر الوالي أن تُربط يداها بالحبال وأن تقيد رجلاها وتضرب بالعصي والسياط.

### مجد الألم / عذاباتها
كان نظر القديسة متجهًا إلى السماء وهي تقول: «إليك يا رب رفعت نفسي. إلهي عليك توكلت، فلا تدعني أخزى ولا تشمت بي أعدائي، لأن كل منتظريك لا يخزون؛ ليخز الغادرون بلا سبب. لأنني احتمل هذه العذابات من أجل اعترافي باسمك القدوس. ارسل رحمتك وتحننك لكي يتحول حزني هذا إلى فرح.» وبينما كانت القديسة مارينا ترنم مسبحة كان الجند يضربونها ضربًا مبرحًا حتى تمزق جسدها وسال دمها غزيرًا، وعندئذ ظهر لها رئيس الملائكة الجليل ميخائيل وقال لها: «عظيم إيمانك يا مارينا، تقوِ في الإيمان أكثر لأن باعترافك الحسن تحيا نفسك وستنالين المعمودية المقدسة».
وكان الشعب الواقف ينظر إليها ويبكي وقال بعضهم: «يا مارينا إن جسدك الجميل المشرق أهلكه هذا الوالي القاسي، وهو مزمع أن يمحو اسمك عن وجه الأرض فاخضعي لأوامره وآمني بآلهته حتى تخلصي من عذابه.» فأجابت القديسة قائلة: «إن الله قد أعانني وأرسل رئيس الملائكة ميخائيل لي وحمل عني هذه الآلام، وشفي أوجاعي وقواني وكشف عن عيني فرأيت عجائب الرب، فماذا تريدون أنتم يا قليلي الإيمان؟ فإن كان جسدي يهلك، فإن روحي تتجدد، وتكون مع أرواح العذارى الحكيمات. أما أنتم فاسمعوا وآمنوا بالرب فإنه يسمع لكل الطالبين إليه. أما أنا فلا أسجد لآلهة بكماء عمياء مصنوعة بأيدي الناس».
ثم نظرت مارينا إلى الوالي وقالت له: «كلما أردت أن تصنع حسب تعاليم أبيك الشيطان فاصنعه بأقصى سرعة. لأن إلهي قد عزّاني وهو لي معين. وإن كان لك سلطان على جسدي فليس لك سلطان على روحي، لأن إلهي وحده له سلطان عليها، وهو يخلصني من يديك، لأن قوة الله بعيدة عنك وستحل بك العقوبة الأبدية».
أمر الوالي أن يمشطوها بأمشاطٍ من حديد، فرفعت القديسة المختارة مارينا نظرها إلى السماء وقالت: «لأنه قد أحاطت بي كلابجماعة من الأشرار اكتنفتني وقبضوا عليّ. وأنت يا الله أسرع إلى معونتي من القوم الغرباء ونجِ وحيدتك وخلصني من فم الأسد.» (مز 22: 16)، عند ذلك أمر الوالي أن تُطرح في السجن.
عند دخولها رشمت نفسها بعلامة الصليب قائلة: «أيها القدوس مثبت كل الأمور الصالحة بيديك. ومن خوف مجدك ترتعد كل الخليقة. أنت رجاء التائبين ومحرر المأسورين. أنت أب اليتامى وقاضي الأرامل. انظر إلى ذلي ومسكنتي ونجني ولا تتخلى عني يا إلهي، لأني قد رفعت نفسي إليك يا إلهي، وليس لي رجاء غيرك».
وكان ثاؤفيموس كاتب سيرتها يحضر لها الخبز والماء من عند مربيتها من طاقة السجن وكانت تكتب له كل ما يحدث لها. فبينما كانت تصلي في الليل ظهر لها ميخائيل رئيس الملائكة ورشمها بعلامة الصليب المقدس، فتلاشت من جسدها كل جراحاتها وأوجاعها، وكانت تنظر إلى الضوء المحيط بالسجن وكان أبهى من ضوء الشمس. ثم قال لها رئيس الملائكة: «تقوِ يا عروس المسيح القديسة المختارة مارينا فستنالين ما سألتِ؛ ستقاتلين عدوكِ الشيطان وتنظرينه وجهًا لوجه وتغلبينه، وستنالين المعمودية المقدسة، وسترتفع روحك إلى النعيم الأبدي.» ثم أعطاها ميخائيل السلام وصعد إلى السماء بمجد عظيم. وبقيت القديسة مارينا تصلي إلى الصباح، حين أمر الوالي باستدعائها.
لما حضرت ونظر إليها لم يرَ في جسمها شيئًا من أثر الألم فقال لها: «يا مارينا بحق قد ظهر سحرك اليوم!» فقالت له: «لست بساحرة، بل أنا عبدة ليسوع المسيح، والآن لتفضح أنت وأوثانك النجسة». حينئذ أمر الوالي أن تنشر بمنشار حديد قائلًا: «حتى أبصر إن كان المصلوب يخلصك من يدي»، ثم أمر أن يقطع لحمها بالسكاكين، وتطرح في السجن حتى ينتن جسدها ظانًا أنها ماتت. فما أن دخلت السجن حتى أتى إليها رئيس الملائكة ميخائيل وقال لها: «تقوِ لتغلبي أعداءك وتظفري بإكليل الفرح.» ثم رشمها بعلامة الصليب المقدس فعوفيت تمامًا.

### صراعها مع الشيطان
بينما هي قائمة تصلي خرج إليها من أحد أركان السجن تنّين عظيم مفزع، فعندما رأته القديسة فزعت وركعت تصلى قائلة: «أيها الإله غير المنظور الذي ربط الشيطان وحلّ من ربطهم الشيطان، محيي الموتى، وكاسر قوة التنّين العظيم، انظر إليّ وارحمني لأغلب هذا الوحش الرديء بقوتك». وتقدم التنّين من القديسة وفتح فاه وابتلعها وكانت يدا القديسة مرفوعتين بعلامة الصليب وهي في جوف الوحش، فانشق جوفه وخرجت منه القديسة، ولم يمسها أذى، أما التنّين فمات لوقته.
ظلت مارينا واقفة تصلي ثم التفتت إلى ركن السجن الأيسر فرأت الشيطان بشبه إنسان جالسًا على الأرض وقد عقد يديه على ركبتيه. فصلت مارينا قائلة: «يا سيدي يسوع المسيح بدء الحكمة ملك الملوك صخر الدهور، أشكرك يا إلهي صخر الملتجئين إليه، مدبر السائرين، إكليل العذارى، مخلص العالم». فلما صلت أمسكت الشيطان بيدها فقال لها: «يا مارينا اطيعي الوالي فيما يأمرك به». فالتفتت مارينا حولها ووجدت مطرقة فأخذتها وشرعت تدق بها رأس العدو ثم وضعت قدمها على عنقه، وقالت: «كف عني يا شرير فإن إلهي يخلصني من كل خطية لأني بالحق أعبده». فلما قالت هذا أشرق عليها نور باهر في السجن وظهر لها صليب المسيح وشبه حمامة فوقه؛ وقالت للقديسة: «أيتها العذراء القديسة مارينا قد أعد لك إكليل النور والفرح وها أبواب الفردوس مفتوحة في انتظارك». عادت وربطت الشيطان بعلامة الصليب و«صلّبت» على الأرض فانشقت وصارت هاوية وانطرح فيها هو يصرخ «غلبتيني يا مارينا غلبتيني يا مارينا»

## عمادها
في الغد أمر الوالي بإحضار القديسة وأعاد عليها أوامره بالسجود للأصنام، ولما رفضت أمر جنده أن يجروها ويعلقوها ثم يحرقوها. ففعل الجند كما أمرهم الوالي ثم إزاء إصرار القديسة على عدم الإذعان لأوامر الوالي بعبادة أصنامه أمر الوالي أن تُربط يدا مارينا ورجلاها وأن توضع في ماءٍ يغلي. فلما فعل الجند وألقوا القديسة في الماء نظرت نحو السماء قائلة: «أيها الساكن في السماء أسألك أن تحل ربطي، وأن تجعل لي هذا الماء معمودية؛ وألبسني ثوب الخلاص. وانزع عني الإنسان العتيق، وألبسني الجديد، واجعلني أهلا بهذا العماد لأرث الحياة الأبدية، وثبِّت فيَّ إيماني».عند ذلك حدثت زلزلة عظيمة وانحلت رباطات مارينا وغطست في الماء ثلاث مرات باسم الآب والابن والروح القدس وخرجت من الماء وهي تسبح الله. ثم جاء صوت من السماء سمعه كل الحاضرين قائلًا: «أيتها المباركة مارينا ها أنت قد اصطبغت بالمعمودية المقدسة. طوباكِ لأنك استحققت إكليل البتولية.» في تلك الساعة آمن كثيرون واعتمدوا في الماء ونالوا إكليل الشهادة حينئذ أمر الوالي بقطع رؤوسهم جميعا بحد السيف.

## الاستشهاد
تحقق الوالي أن وجود مارينا يشكل خطرًا على أوثانه وعبادتها فأمر بقطع رأسها. فأخذها الجندي المكلف بهذا وخرج بها خارج المدينة وهناك قال لها أنه يؤمن بالمسيح وقال: «إني انظر يسوع المسيح مع الملائكة.» حينئذ قالت له القديسة: أسألك أن تمهلني قليلًا لكي أصلي، فأذن لها فشرعت القديسة المختارة مارينا تصلي.
وعند انتهاء صلاتها صارت للوقت زلزلة عظيمة، وإذا بالمخلص مع الملائكة القديسين يوافون القديسة المختارة فارتعدت مارينا جدًا؛ وطرحت نفسها على الأرض أمام المخلص فقال لها: «لا تخافي يا مارينا، لقد أتيت إليكِ لأكمل لك جميع طلباتك». ومد السيد يده وأقامها وقال لها: «قومي يا مارينا، طوباك لأنك ذكرت في صلاتك جميع الخطاة، وسأعطيكِ كل ما طلبتِ وأكثر مما طلبت.»
هنا قالت القديسة للسياف: «أيها الأخ افعل ما أُمرت به». فأجابها: «لا أستطيع أن أقتل عبدة المسيح المباركة.» فقالت الشهيدة المختارة: «إن أنت لم تتمم ما أُمرت به فليس لك معي نصيب في ملكوت السموات». عند ذلك تقدم السيّاف مرتعبًا وقطع رأس الشهيدة القديسة وهو يقول: «يا رب لا تقم لي هذه الخطية». ثم قطع رقبته على اسم إله الشهيدة ووقع عن يمينها. عندئذ تزلزلت الأرض وهرع كثيرون من المرضى وذوي العاهات إلى جسدها يتباركون به ويطلبون شفاعتها، فبرئوا من أمراضهم وعاهاتهم، ورأى كثيرون الملائكة يزفون جسد الشهيدة قائلين: «ليس لك شبيه يا رب». وآمن جمع غفير واستشهد أكثرهم حين رأوا مجد شهادة القديسة المختارة مارينا ونالوا أكاليل المجد معها.
وتُعَيِّد لها الكنيسة القبطية الأرثوذكسية يوم 23 أبيب. ويوم 23 هاتور تكريس كنيستها بمدينة انطاكية بيسيدية.
بينما تعيد لها الكنائس الغربية يوم 17 يوليو من كل عام.

## القديسة مارينا في الكنيسة الكاثوليكية
كما ذكر أعلاه أن القديسة مارينا في الكنيسة الكاثوليكية وتوابعها تعرفها باسم القديسة مارجريت، أو المعروفة أيضًا باسم مارغريت العذراء من أنطاكية بيسديا، يتم الاحتفال بها كقديسة في 20 يوليو في المسيحية الغربية اشتهرت بكونها وعدت باستحقاق قوي كبيرة لأولئك الذين كتبوا أو قرأوا سيرة حياتها أو طلبوا شفاعاتها. هذه بلا شك ساعد في انتشار سيرتها في كل انحاء العالم المسيحي. إلي جانب ذلك تعد مارغريت هي واحدة من المساعدين القديسين الأربعة عشر وهي واحدة من القديسين الذين ادعت جان دارك أنهم ظهروا لها وتحدثت معهم.

### السيرة
وفقا لاستشهاد رابانوس ماوروس وهو راهب دومينكاني ومؤرخ من القرن 9 الميلادي والقصة التي ذكرها المؤرخ الذي ذكر سابقًا هي نفس الرواية التي تتبنها الكنائس الشرقية مع تغيير اسم مارينا إلي مارجريت، ويذكر رابانوس في روايته بأن ماجريت ولدت في أنطاكية بيسيديا (التي هي جزء الآن من تركيا الحالية) تقريبًا في عام. 304 م، أثناء اضطهاد دقلديانوس. كانت ابنة كاهن وثني يدعى أيديسيوس. وتوفيت أمها بعد ولادتها بفترة قليلة، ربتها امرأة مسيحية على الايمان المسيحي السليم وكانت هذه المربية تقطن في قرية تبعد حوالي خمسة أو ستة فراسخ (15 إلى 18 ميلا (24 إلى 29 كم)) من أنطاكية. بعد أن اعتنقت المسيحية وكرست عذريتها لله، ونتيجة ما حصل تبرأ والد مارغريت منها، وتبنتها ممربيتها، وعاشت في البلاد ترعى الأغنام مع والدتها بالتبني.
طلب أوليبريوس المعروف أيضًا باسم الابروتس الوفارنوس، حاكم ابرشية المشرقية الرومانية التي تضم جنوب تركيا الحالية ومنطقة الشام والاردن وسيناء المصرية، الزواج منها عندما كان يقوم بجولته في مدينة أنطاكية بيسيديا حيث فتن بجمالها عرض عليها الزواج وطالبها بالارتداد عن المسيحية وعبادة الاوثان الرومانية. لكن مارجريت رفضت عرضه المغري وعند علم الحاكم رفضها، قبض عليها جند الحاكم وتعرضت ماجريت لأبشع انواع للتعذيب كالجلد بقسوة حتى اهتراء جسمها، العصر بالهنبازين ورميها في أناء مملوء بالزيت المغلي، و وردت أنباء عن وقوع حوادث معجزات مختلفة لها حيث مع كل هذا العذاب القاسي كانت تخرج معافاة سليمة كأنها لم يمس جسدها بجرح واحد وآمن علي يديها الكثيرين من أهل المدينة. واحدة من هذه المعجزات أن عندما كانت تصلي في السجن ظهر تنين ضخم ودخل زنزانتها ابتلعها لكنها ظلت تصلي و رسمت عليه علامة الصليب فمات الوحش العظيم، وبعد ذلك ظهر لها الشيطان على هيئته الحقيقية مخلوق كريه الشكل أسود اللون ذا رائحة كريهة وتمكنت منه بعلامة الصليب وسألته عن هويته فأجب أنه ابليس الذي ضل كل البشر من أول آدم حتى آخر الدهور وظل يؤنبها على رفضها لعرض الحاكم وظل يقول لها إنها لازلت شابة فاتنة لكن مارجريت لم تستمع له ورسمت عليه علامة الصليب وهرب الشيطان وهو يصرخ غلبتني يا مارجريت غلبتني. في النهاية عندما لم يجد الحاكم أي فائدة في عذابها أمر بإنهاء حياتها بقطع رأسها بحد السيف.

## التبجيل
كما هو معروف أن القديسة مارجريت هي من أنطاكية في بيسيديا (والتي تختلف عن مدينة أنطاكية السورية)، لكن هذا التمييز فقد في الغرب. من الشرق انتشر تبجيلها على هذا النحو في بلدان مثل إنجلترا وفرنسا وألمانيا، في القرن 11 خلال الحروب الصليبية وقد سميت عدة اميرات وملكات من ملوك اوروبا في العصور التالية باسم مارجريت واشهرهن مارجريت ملكة الاتحاد الاسكندنافي ومارجريت كونتيسة سنودون وشقيقة الملكة إليزابيث الثانية ملكة إنجلترا ومارجريت الثانية ملكة الدنمارك.
في عام 1222، أضافها مجلس مدينة أكسفورد إلى قائمة أيام الأعياد، وهكذا اكتسبت تبجيلها شعبية كبيرة. تم سرد العديد من إصدارات القصة في إنجلترا في القرن الثالث عشر، في الأنجلو نورمان (بما في ذلك واحدة منسوبة إلى نيكولاس بوزون) والإنجليزية واللاتينية، ويوجد أكثر من 250 كنيسة تحت اسم القديسة مارجريت في إنجلترا، أشهرها، كنيستها التي، وستمنستر، كنيسة الرعية لمجلسي البرلمان البريطاني في لندن. يوجد أيضًا ضريح للقديسة مارجريت في بريدجبورت، كونيتيكت.

## يوم العيد
تم الاعتراف بها كقديسة من قبل الكنيسة الكاثوليكية، حيث تم إدراجها على هذا النحو في علم الشهداء الروماني في 20 يوليو. وتم تضمينها أيضًا من القرن 12 إلى القرن 20 بين القديسين الذين سيتم الاحتفال بهم أينما تم الاحتفال بالطقوس الرومانية، ولكن تمت إزالة اسمها بعد ذلك من التقويم العام للقديسين الأوروبيين الآخرين من خلال الرسالة الرسولية سر الفصح. يتم الاحتفال بتذكار استشهاد القديسة مارجريت في كنيسة إنجلترا في 20 يوليو من كل عام. وفي عام 2022، تمت إضافة القديسة مارجريت رسميًا إلى التقويم الليتورجي للكنيسة الأسقفية بيوم عيد تشاركه مع القديسة كاثرين السكندرية والقديسة باربرا من نيقوميديا في 24 نوفمبر من كل عام.

## الشفاعة
تعد القديسة مارجريت الأنطاكية هي شفيعة النساء الحوامل والخادمات ومرضى الكلى ومن يعانون من المس الشيطاني.